# ダッシュたぬきち
ダッシュたぬきちは、かつてノーリーズンで活動していたお笑いコンビ。2000年結成、2018年11月16日解散。

## メンバー
- ダッシュあきら（本名：新村明（しんむらあきら）、1981年1月30日 - ）
  - 青森県出身。結成当初は「アキラ」という名前で活動。

- たぬきち（本名：大平慎悟（おおひらしんご）､1980年12月1日 - ）
  - 青森県出身。結成当初は「シンゴ」という名前で活動。

## 概要
- 青森県出身の幼馴染み同士によって、2000年にコンビ「自然隊」を結成。当初はM2カンパニーに所属していた。
- 以降はホリプロコムやスーパー☆マンエンターテインメントへと移籍したのち、2007年7月からノーリーズン（第一プログループの芸能事務所）に所属。
- コンビ名を「ガルツー」と改めていた時期があるが、2013年に現在の「ダッシュたぬきち」と再改名している。
- 主に青森弁を使ったショートコントを披露することが多い。「アップル、アップル」というブリッジを使用。
- 2018年11月7日、公式ツイッターにて所属事務所の解体に合わせ11月16日の事務所ライブをもって解散することを発表。今後は個々で芸人活動を継続する。

## 出演番組
- 笑いの金メダル（朝日放送）
- インパクト!（フジテレビ、第1回）
- あらびき団（TBSテレビ、2008年1月23日＝第14回）